# とちおとめ25の可愛いだけの苺じゃない!
とちおとめ25の可愛いだけの苺じゃない!（とちおとめにじゅうごのかわいいだけのいちごじゃない、通称：かわいち）は、2013年11月6日から2016年3月まで、エフエム栃木（RADIO BERRY）で放送されていたラジオ番組で、栃木のローカルアイドル・とちおとめ25の冠番組。

## 放送時間
毎週水曜日 20:30 - 20:55

## パーソナリティ
- あい＋メンバー2名

## 週替わり登場者
| 放送日（放送回）                                   | 出演メンバー         |
| -------------------------------------------------- | -------------------- |
| 2013年11月06日（#01）                              | あい                 |
| - 2013年11月13日（#02） - 2013年11月20日（#03）    | あい、えり、ひとみ   |
| 2013年11月27日（#04） - 2014年02月05日（#14） 不明 |                      |
| - 2014年02月12日（#15） - 2014年02月19日（#16）    | あい、かりん、えり   |
| 2014年02月26日（#17） - 2014年06月04日（#31） 不明 |                      |
| - 2014年06月11日（#32） - 2014年06月18日（#33）    | あい、かりん、ひとみ |
| 2014年06月25日（#34）                              | あい、くるみ、ゆりか |
| - 2014年07月02日（#35） - 2014年07月09日（#36）    | あい、ゆりか、ひとみ |
| - 2014年07月16日（#37） - 2014年07月23日（#38）    | あい、ゆりか、かりん |
| - 2014年07月30日（#39） - 2014年08月06日（#40）    | あい、ゆりか、やよい |
| - 2014年08月13日（#41） - 2014年08月20日（#42）    | あい、えり、ゆりか   |
| - 2014年09月24日（#47） - 2014年10月01日（#48）    | あい、ひとみ、やよい |
| - 2014年10月15日（#49） - 2014年10月22日（#50）    | あい、ひとみ、ゆりか |
| - 2014年10月29日（#51） - 2014年11月05日（#52）    | あい、まお、ゆりか   |
| - 2014年11月12日（#53） - 2014年11月19日（#54）    | あい、やよい、ひとみ |

## コーナー
とちぎ知ってるつもり!?
栃木の市町村を1つピックアップしてクイズやゲームを行う
教えてタイムマシーンさん
伝説のアイドルを紹介する
とちおとめ25名言女王決定戦
チームプレイで乗り越えろ! とちおとめ大作戦♪
集まれ!とちグルメ発見隊
PR25